# Юліян Дацій
Юліян Дацій (хресне ім'я Іван; 27 червня 1863, Кореличі — 22 лютого 1947, Тернава) — український церковний діяч, ієромонах-василіянин, місіонер, засновник жіночого чернечого Згромадження сестер Мироносиць.

## Життєпис
Народився 27 червня 1863 року в с. Кореличі (нині Львівський район Львівської області). Закінчив Перемишльську гімназію і 21 жовтня 1882 року вступив до Василіянського Чину на новіціят у Добромилі. Перші обіти склав 26 червня 1884 року. Філософські й богословські студії закінчив у василіянському монастирі у Львові, 24 червня 1887 року склав вічні обіти і 18 серпня того ж року прийняв священниче рукопокладення.
Першим місцем душпастирської праці о. Юліяна була парафія в Кристинополі, звідки він часто виїздив на місії. 1890 року душпастирював у василіянській церкві у Львові, а впродовж 1891–1894 років був ігуменом монастиря у Жовкві, 1894 р. — у Львові, а від 1895 року — соцій магістра новиків у Добромилі.
Від 1896 року — знову парох василіянської парафії в Кристинополі й одночасно професор історії Церкви, обрядів і церковного права для студентів-василіян. У 1898–1900 роках — провідник новіціяту сестер Служебниць Непорочної Діви Марії. У монастирі був бібліотекарем та історіографом, писав хроніку Кристинопільського монастиря.
З 1900 року о. Юліян служив у Лаврівському монастирі, де впорядкував бібліотеку та архів. У 1901–1904 роках — ігумен Бучацького монастиря, де займався реставруванням церкви та монастиря. Тоді Станиславівський єпископ Григорій Хомишин призначив о. Юліяна Дація провідником Апостольства молитви в Станиславівській єпархії.
У 1905–1920 роках працював парохом у Кристинополі. Там провадив Апостольство молитви і братство св. Онуфрія, заснував для міщан кредитно-торговельну спілку «Руська Каса». У 1910 році в Кристинополі о. Юліан заснував Товариство «Мироносиці». 30 червня 1914 року — офіційна дата заснування Згромадження сестер Мироносиць. З 1920 до 1932 — ігумен василіянського монастиря в Підгірцях. У с. Підгірці разом із отцем засновником переїхала спільнота сестер мироносиць. Ще рік служив ігуменом Улашківського монастиря, а вже з 1933 році через поганий стан здоров'я переїхав до с. Лаврів на Львівщині, де виконував служіння духівника та сповідника для молодих василіян.
З початком Другої світової війни у вересні 1939 року о. Юліян Дацій залишився в Лаврові, але з другим приходом Червоної армії 1944 року він був змушений переселитися до Добромильського монастиря. 31 жовтня 1946 року о. Дація разом із о. Северіяном Гнатюком радянська влада вигнала з Добромильського монастиря.
Останні місяці свого життя доживав біля родини Василя Шандровського в с. Тернава, де і помер 22 лютого 1947 року.

## Твори
Отець Юліян Дацій був людиною високої духовної культури, вів листування з патріархом Дамаску Григорієм у справі василіян в Азії, листувався з василіянами з колегії св. Михаїла в Торонто, писав листи до о. Каспера Щепковського, ТІ. Опублікував декілька книжечок:
- «Поучительне слово о набоженьствѣ до Сладчайшого Серця ГНІ Христа» (Жовква, 1898),
- Твореніє инока ЧСВВ. «Трипѣснець въ честь Найсв. Сердца ГНІ Христа» (Жовква, 1898),
- «Спомини про сестру Анну Стадник зі Згромадження сс. Мироносиць» (Жовква, 1928)
- о. Ю. Д., ЧСВВ. «Із моїх спогадів» // Альманах василіянських богословів. Річник І. Із приводу 50-літнього Ювилею реформи Василіянського Чина (1882—1832). Зібрали Ніль Саварин, Маркіян Когут і Роман Лукань, ЧСВВ. — Кристинопіль 1933. — Друкарня оо. Василіян у Жовкві. — С. 48—70.

## Вшанування пам'яті
5 травня 2014 року з благословення преосвященного митрополита Володимира Війтишина та владики Ярослава Приріза, а також протоігумена о. Пантелеймона Саламахи, ЧСВВ за ініціативою та особливим старанням м. Августини Чорноус тлінні останки о. Юліяна Дація було перенесено до Головного дому Згромадження сестер Мироносиць у м. Івано-Франківськ.